# Neeltje Jacoba (schip, 1929)
De Neeltje Jacoba is een voormalige motorreddingsboot uit 1929. Het schip is in beheer van de stichting "Neeltje Jacoba 1929" en heeft als thuishaven de museumhaven Zeemanshoop aan de Ballumerbocht op Ameland.

## Geschiedenis
De Neeltje Jacoba werd in 1929 gebouwd. Het was een zusterschip van de Insulinde (1927), een van de eerste zelfrichtende reddingboten, en werd eveneens door de scheepswerf Gebroeders Niestern te Delfzijl gebouwd. Het schip was een geschenk van de Vereniging voor den Effectenhandel (VE) aan de Noord- en Zuid-Hollandsche Redding-Maatschappij (NZHRM), en werd genoemd naar Neeltje Jacoba Stroeve-Dros, de overleden echtgenote van toenmalig VE-voorzitter Stroeve.
Het werd op 7 december 1929 te water gelaten, en was vanaf 13 juli 1930 gestationeerd bij het reddingstation IJmuiden. Het voerde meer dan 250 reddingsacties uit, waarbij in totaal 206 personen werden gered. Op 2 december 1950 werden bij een actie van de Neeltje Jacoba alle 30 opvarenden gered van het Griekse vrachtschip Metamorfosis.
Op 14 september 1968 werd de Neeltje Jacoba reserve-schip van station IJmuiden. Een jaar later werd ze verkocht aan het Loodswezen. Het schip kwam in Den Helder in dienst als loodsvaartuig onder de naam Zeeduiker; de open stuurstand werd toen vervangen door een gesloten stuurhuis. In 1973 werd het schip verkocht aan een particulier die het schip verwaarloosde, en in 1985 werd het gekocht door Floor Kersten. Deze liet het schip in 1987 renoveren. Het uiterlijk bleef intact, maar van binnen werd het verbouwd tot plezierjacht met twee hutten. Bij de verbouwing werd een deel van de zogeheten kieptanks  verwijderd, die ervoor zorgden dat het schip zichzelf kon oprichten. In 1989 werden er andere motoren in gezet.
In datzelfde jaar werd het schip verkocht aan Klaas Bruinsma. In 1991 verkocht Bruinsma het schip aan de door hemzelf opgerichte stichting 'Tot Behoud van de Traditionele Motorbedrijfsvaartuigen' te Enkhuizen, om het buiten eventuele beslagleggingen door de belastingdienst te houden. Desondanks legde de belastingdienst beslag op drie schepen van Bruinsma, waaronder de Neeltje Jacoba.
De Neeltje Jacoba werd in 1993 teruggekocht door eerdere eigenaar Kersten, die het schip in 1994 doorverkocht aan zijn plaatsgenoot Harm Roosendaal. Deze bracht het onder in de 'Stichting Neeltje Jacoba 1929' te Enkhuizen. Het werd gebruikt als start- en finishschip en als facilitair schip bij zeilwedstrijden. Sinds 2011 is Jaap Boersma de nieuwe eigenaar en is Museumhaven Zeemanshoop op Ameland (Ballumerbocht) de thuishaven van de Neeltje Jacoba. Van daar uit worden er door de stichting vaartochten voor bedrijven en gezelschappen georganiseerd.

## Oudejaarsgrap
OP  26 december 2003 verdween het schip spoorloos uit de haven van Enkhuizen. Op 1 januari 2004 bleek er sprake van een oudejaarsstunt. Het schip werd door oudejaarsvereniging Vrijstaat Folgeren onthuld voor Hotel Vreewijk in Drachten. Meer dan dertigduizend mensen kwamen een kijkje nemen. De stunt was mede bedoeld om de Neeltje Jacoba na alle negatieve publiciteit weer in een goed daglicht te stellen, stelde een woordvoerder van de vereniging.